# ヘジェシュハロム - ソンバトヘイ線
ヘジェシュハロム - ソンバトヘイ線（ハンガリー語: Hegyeshalom–Szombathely-vasútvonal）は、ハンガリー国鉄の鉄道線の名称である。路線番号は16。ブダペストとソンバトヘイを結ぶ路線の一部を構成している。

## 沿線概況
この路線は単線の標準軌鉄道としてポルパーツ - ブラチスラヴァ・ペトルザルカ区間の南の部分を形作る。列車はポルパーツ駅から北の方へ走行してハンガリー西部鉄道から離れる。ヘジュファル駅でシャールヴァール - フェルシェーラースロー線は、レープツェラク駅でキシュツェル＝パーンドルフ鉄道は、かつてこの路線とそれぞれ交差した。ヘジュファル - デーネシュファ間はラプニッツ川に並行する。列車はベレドを経由してチョルナ駅へ向かう。その駅でジェール - ショプロン線はこの路線と交差して、パーパ - チョルナ線が分岐する。この路線は北側に伸びてヘジェシュハロム駅に至る。その駅でブダペスト方面の鉄道およびウィーン方面のオーストリア東部線がこの路線と合する。ブラチスラヴァ - ヘジェシュハロム線はこの路線を継承する。

## 運行形態
特急と普通について説明する。

### 特急「インターシティ(IC)」
- ドラーヴァ号：　ブダペスト - チョルナ - ソンバトヘイ - リュブリャナ
- ムラ号：　ブダペスト - チョルナ - ソンバトヘイ - グラーツ
- サヴァリア号：　ブダペスト - チョルナ - ソンバトヘイ - セントゴトハールド
一日3往復の運行。チョルナ以東は8号線に、ソンバトヘイ以西は21号線に直通する。
2021年以前は、一日2往復の運行であった。

- サヴァリア号：　ブダペスト - チョルナ - ソンバトヘイ
上記の21号線直通列車と合わせて、2時間に1本の運行。チョルナ以東は8号線に直通する。
2021年以前は便毎に愛称名が異なっていたが、整理され、2022年4月のダイヤ改正で統一された。[2]

### 普通
チョルナを境に系統が分かれる。両者を直通するのは一日1-4往復にとどまる。
- ヘジェシュハロム - チョルナ
2-4時間に1本に運行。
2018年以前は、ハンシャーグ・ナジェルデーにも全列車が停車していた。

- チョルナ - ソンバトヘイ
ソンバトヘイ方面は、3時間に1本の運行。チョルナ方面は、午後には2時間に1本の運行となるが、午前中は6時間程度運行されない時間帯がある。パーリ・ヴァドシュファとデーネシュファは半数程度が通過する。
2018年以前は、大多数が各駅停車であった。

- ザラエゲルセグ → ソンバトヘイ → チョルナ → ジェール　【夏季を除く休日運行】
片道一日1本の運行。ソンバトヘイ以南は17号線から、チョルナ以東は8号線に直通する。停車駅は特急と同じ。
2019年末に運行を開始した。

## 駅一覧
以下では、ハンガリー国鉄16号線の駅と営業キロ、停車列車、接続路線などを一覧表で示す。
- 種別
  - IC：特急
  - S：普通
- 停車駅
  - ■印：全列車停車
  - ●印：一部通過
  - ○印：一部停車
  - ｜印：全列車通過

| 路線名 | 駅名                                           | 駅間営業キロ | 累計営業キロ | IC | S  | 接続路線                                                                                                | 所在地                           | 所在地                       |
| ------ | ---------------------------------------------- | ------------ | ------------ | -- | -- | --- | -------------------------------- | ---------------------------- |
| 16     | ヘジェシュハロム駅                             | -            | 0            |    | ■  | 1号線（ブラチスラヴァ方面、ブダペスト方面） オーストリア国鉄 700号線（ミュンヘン方面）                  | ジェール・モション・ショプロン県 | モションマジャローヴァール郡 |
| 16     | モションソルノク駅                             | 7            | 7            |    | ■  | | ジェール・モション・ショプロン県 | モションマジャローヴァール郡 |
| 16     | ヤーノシュショモルヤ駅                         | 8            | 15           |    | ■  | | ジェール・モション・ショプロン県 | モションマジャローヴァール郡 |
| 16     | ハンシャーグ・ナジェルデー駅（2018年12月休止） |              | (22)         |    | ｜ | | ジェール・モション・ショプロン県 | モションマジャローヴァール郡 |
| 16     | ハンシャーグリゲト駅                           | 10           | 25           |    | ■  | | ジェール・モション・ショプロン県 | モションマジャローヴァール郡 |
| 16     | ベーサールカーニ駅                             | 3            | 28           |    | ■  | | ジェール・モション・ショプロン県 | チョルナ郡                   |
| 16     | チョルナ駅                                     | 11           | 39           | ■  | ■  | 8号線（ショプロン方面、ブダペスト方面） 14号線（パーパ方面）                                            | ジェール・モション・ショプロン県 | チョルナ郡                   |
| 16     | シル・ショプロンネーメティ駅                   | 9            | 48           | ｜ | ●  | | ジェール・モション・ショプロン県 | チョルナ郡                   |
| 16     | マジャルケレストゥール・ジェベハーザ駅         | 3            | 51           | ｜ | ●  | | ジェール・モション・ショプロン県 | チョルナ郡                   |
| 16     | パーリ・ヴァドシュファ駅                       | 4            | 55           | ｜ | ○  | | ジェール・モション・ショプロン県 | カプヴァール郡               |
| 16     | ヴィツァ駅                                     | 2            | 57           | ｜ | ●  | | ジェール・モション・ショプロン県 | カプヴァール郡               |
| 16     | ベレド駅                                       | 3            | 60           | ｜ | ●  | | ジェール・モション・ショプロン県 | カプヴァール郡               |
| 16     | デーネシュファ駅                               | 3            | 63           | ｜ | ○  | | ジェール・モション・ショプロン県 | カプヴァール郡               |
| 16     | チャーニグ駅                                   | 3            | 66           | ｜ | ●  | | ヴァシュ県                       | シャールヴァール郡           |
| 16     | レープツェラク駅                               | 1            | 67           | ■  | ■  | | ヴァシュ県                       | シャールヴァール郡           |
| 16     | ヴァーモシュチャラード駅                       | 6            | 73           | ｜ | ●  | | ヴァシュ県                       | シャールヴァール郡           |
| 16     | ヴァシェゲルセグ駅                             | 3            | 76           | ｜ | ●  | | ヴァシュ県                       | シャールヴァール郡           |
| 16     | ヘジファル駅                                   | 3            | 79           | ｜ | ●  | | ヴァシュ県                       | シャールヴァール郡           |
| 16     | ポーシュファ駅                                 | 4            | 83           | ｜ | ●  | | ヴァシュ県                       | シャールヴァール郡           |
| 16     | エルベー・アルショーセレシュテ駅               | 4            | 87           | ｜ | ●  | | ヴァシュ県                       | シャールヴァール郡           |
| 16     | ポルパーツ駅                                   | 7            | 94           | ｜ | ●  | 20号線（ブダペスト方面）                                                                                | ヴァシュ県                       | シャールヴァール郡           |
| 16     | ヴェープ駅                                     | 9            | 103          | ｜ | ●  | | ヴァシュ県                       | ソンバトヘイ郡               |
| 16     | ソンバトヘイ駅                                 | 8            | 111          | ■  | ■  | 15号線（ショプロン方面）、17号線（ペーチ方面） 18号線（ケーセグ方面）、21号線（セントゴトハールド方面） | ヴァシュ県                       | ソンバトヘイ郡               |